# ضانع (رداع)
ضانع هي إحدى قرى عزلة رداع بمديرية رداع التابعة لمحافظة البيضاء، بلغ تعداد سكانها 143 نسمة حسب تعداد اليمن لعام 2004.